# Velasco Suárez Uno
Velasco Suárez Uno är en ort i Mexiko.   Den ligger i kommunen Ocozocoautla de Espinosa och delstaten Chiapas, i den sydöstra delen av landet, 600 km öster om huvudstaden Mexico City. Velasco Suárez Uno ligger 393 meter över havet och antalet invånare är 297.
Terrängen runt Velasco Suárez Uno är kuperad. Runt Velasco Suárez Uno är det ganska glesbefolkat, med 40 invånare per kvadratkilometer. Närmaste större samhälle är Raudales Malpaso, 19,6 km nordost om Velasco Suárez Uno. I omgivningarna runt Velasco Suárez Uno växer huvudsakligen savannskog.